# Gustavo Pesenti
Gustavo Pesenti (Castel San Giovanni, 15 gennaio 1878 – Genova, 18 gennaio 1960) è stato un generale italiano.
Intrapresa la carriera delle armi ancora giovane come altri suoi coetanei sul finire dell'Ottocento, preferì costruire la propria vita sulle vicende belliche delle colonie italiane in Africa. Entrato nel Regio Esercito, fu assegnato alla specialità degli alpini, e prestò servizio per un lungo periodo nelle colonie italiane. Pluridecorato ufficiale, partecipò alla guerra italo-turca, alla prima guerra mondiale e alla guerra d'Etiopia. Governatore della Somalia e comandante militare dello Scacchiere dell'Oltregiuba all'atto dell'entrata in guerra dell'Italia, il 10 giugno 1940, fu rimosso dagli incarichi in seguito alla mancata difesa di El Uak.

## Biografia
Nato a Castel San Giovanni (provincia di Piacenza) il 15 gennaio 1878, intraprende la carriera militare frequentando la Scuola militare Teuliè di Milano. Entrato nel Regio Esercito. sottotenente all'età di 18 anni, viene assegnato al Corpo degli alpini, entrando in servizio nel battaglione "Gemona", allora assegnato al 7º Reggimento alpini. Dieci anni dopo viene trasferito in colonia, assegnato al Regio corpo truppe coloniali della Somalia, dove assume il comando della piazza di Mogadiscio. Durante l'insurrezione dei Bimal rimase ferito in combattimento a Danane il 9 settembre 1907, e nel periodo di convalescenza si dilettò da musicista creando alcuni pezzi bandistici minori. Promosso capitano fu assegnato all'8º Reggimento alpini, e tra il 1911-1912 partecipò alla guerra italo-turca. Capo dell'Ufficio Informazioni della 5ª Divisione speciale, si distinse a Bu Kemez e Regdaline, venendo decorato con una Medaglia di bronzo al valor militare. Nel 1913 risultava residente militare a Ghat, e nel corso del 1914 si distinse al comando del 13º Battaglione indigeni eritrei, venendo decorato con una seconda Medaglia di bronzo al valor militare.
Promosso maggiore, dopo l'entrata in guerra del Regno d'Italia, avvenuta il 24 maggio 1915, rimpatriò per un breve periodo, partecipando ai combattimenti sul fronte del Carso nel corso 1917, in seno al battaglione "Monte Pelmo". Promosso tenente colonnello il 16 agosto 1917, assunse il comando del 13º Gruppo Alpino, ma rimase nuovamente ferito e fu ricoverato in ospedale per breve periodo.
Nel settembre 1918 si trasferì in Palestina dove assunse il comando del contingente italiano ivi presente, subentrando al tenente colonnello dei bersaglieri Francesco D'Agostino. Nel 1923 fu nominato ufficiale comandante dell'area militare di Agedabia, in Libia, partecipando alle operazioni per la riconquista della colonia in seno al Regio corpo truppe coloniali della Cirenaica. Nel marzo 1924 si distinse nel combattimento di Gebel Abid, venendo decorato con una Croce di guerra al valor militare, successivamente trasformata in un'altra Medaglia di bronzo.
Tra il 1928 e il 1929 ricoprì l'incarico di comandante delle truppe coloniali di stanza in Somalia, e promosso al grado di colonnello rientrò in Patria dove, dal 1º aprile 1929 al 31 gennaio 1933, fu comandante del 9º Reggimento alpini. Promosso generale di brigata il 22 luglio 1933, assunse il comando della 4ª Brigata alpina "Cuneense", mantenendolo fino al 1934. Dall'ottobre 1933 fu nominato Ispettore di mobilitazione della Divisione militare di Imperia e dal 1935 al 1936 ricoprì l'incarico di comandante della 4ª Brigata eritrea. Partecipò alla guerra d'Etiopia come comandante della 1ª Divisione eritrea, venendo insignito della Croce di Cavaliere dell'Ordine militare di Savoia, e fu poi comandante della regione militare di Gondar.
Promosso generale di divisione il 1º gennaio 1937, in quello stesso anno rientrò in Italia per assumere il comando della difesa territoriale di Firenze. Nel 1938 fu distaccato presso il Ministero delle colonie, rientrando in Somalia. Nel corso del 1940 inquadrato nelle forze armate dell'Africa Orientale Italiana, in virtù degli anni trascorsi in Africa, fu nominato Comandante dello Scacchiere del Giuba governatore della Somalia, ricoprendo tale incarico dall'11 giugno al 31 dicembre dello stesso anno. Ufficialmente fu rimosso dalla carica a causa della mancata difesa di El Uak, e sostituito dal generale Carlo De Simone Reggente del Governo in Somalia, ma in realtà fu rimosso dall'incarico su decisione del Viceré Amedeo di Savoia-Aosta, che il 25 dicembre lo aveva convocato ad Addis Abeba per avere spiegazioni sulla sconfitta di El Uak. In quella occasione, anziché difendersi dalle accuse, egli consigliò il Viceré di trattare una pace separata con gli Alleati a nome dell'Impero italiano, sganciandosi dalla Madrepatria. Amedeo di Savoia gli rispose che per quel discorso avrebbero dovuto essere entrambi fucilati, ma non lo rimosse immediatamente dalla carica di Governatore. Ciò avvenne il 31 dicembre, ed egli fu rimandato in Italia per via aerea, senza che fossero presi ulteriori provvedimenti disciplinari. Raggiunta Roma venne collocato definitivamente a riposo, e ritiratosi a vita privata si spense a Genova il 18 gennaio 1960.

### L'Operazione Fanfare
Il primo contatto tra il Maresciallo d'Italia Pietro Badoglio, ex Capo di Stato maggiore generale, legato alla Monarchia, e gli Alleati avvenne a Berna, in Svizzera, il 5 maggio 1942. In quella data Jock McCaffery, agente del SOE ricevette nel proprio ufficio la visita di un emissario di Badoglio, si trattava del professor Luigi Rusca, co-direttore della casa editrice Mondadori. Nei successivi incontri Rusca prospettò a McCaffery la possibilità di un rovesciamento del regime fascista di Mussolini, considerato ormai agli sgoccioli per via della situazione bellica e del malcontento della popolazione, e chiese quale posizione avrebbero assunto le potenze alleate in caso di un cambio di governo. Il 5 gennaio 1943 Rusca comunicò a McCaffery che il generale Pesenti era pronto a partire per la Libia, su autorizzazione di Badoglio, per trattare direttamente con gli alleati.
Secondo il rapporto redatto da McCaffery, Pesenti, che non era sposato e viveva con le due sorelle, avrebbe raggiunto l'aeroporto di Benina, in Libia, dove avrebbe pronunciato un discorso per la liberazione dell'Italia dal regime di Mussolini, ed avrebbe avviato la costituzione di un corpo militare da reclutarsi tra i prigionieri di guerra in mano agli anglo-americani e gli italiani residenti all'estero. Subito dopo Badoglio avrebbe sostenuto pubblicamente l'iniziativa di Pesenti, ed avviato le operazioni per l'arresto di Mussolini. Quella stessa sera Anthony Eden informò gli alleati russi ed americani dell'iniziativa italiana, fino ad allora tenuta rigorosamente segreta dai servizi inglesi. Il 14 gennaio il War Cabinet inglese incominciò a discutere seriamente del piano per il rovesciamento del regime fascista, bocciando inaspettatamente la proposta il 18 dello stesso mese. Il 21 gennaio il War Cabinet, su pressione di alcuni membri, decise di riprendere in considerazione la proposta, analizzandola nuovamente il 5 marzo.
Due settimane dopo venne dato il via ufficiale all'Operazione Fanfare, e fu deciso di ricevere ufficialmente un emissario di Badoglio. Il 26 maggio il Foreign Office preparò una prima bozza di armistizio con l'Italia e il 25 luglio 1943 il regime fascista cadde dopo una riunione del Gran Consiglio. Il giorno successivo Mussolini fu arrestato ed imprigionato, e l'8 settembre venne ufficialmente proclamato l'armistizio con gli anglo-americani.

## Pubblicazioni
- Canti e ritmi arabici, somalici e suhaili, Bollettino della Reale Società Geografica Italiana, 1910.[7]
- Di alcuni canti arabici e somalici, Bollettino della Reale Società Geografica Italiana, 1912.[7]
- I canti del “Dikir”, Bollettino della Reale Società Geografica Italiana, 1916.[7]
- Canti sacri e profani: danze e ritmi degli Arabi dei Somali e dei Suhaili, L'eroica, Milano, 1929.[7]
- Il maresciallo Cadorna condottiero ed animatore del primo esercito nazionale, Regia Stamperia della colonia, Mogadiscio, 1929.
- La musica è mediterranea, L'Eroica, Milano, 1932.[7]
- Danane : nella Somàlia italiano: nel XXV anniversario del combattimento (9-10 febbraio 1907), L'Eroica, Milano, 1932.
- In Palestina e in Siria durante e dopo la Grande Guerra, L'Eroica, Milano, 1932.
- La Prima Divisione Eritrea alla battaglia dell'Ascianghi, L'Eroica, Milano, 1937.
- L'Islam in occidente, L'Eroica, Milano, 1938.
- La svastica infranta: Note e considerazioni sul defunto III Reich, Bertello, 1945
- La muraglia blindata, Bertello, 1947.
- Le guerre coloniali, N. Zanichelli, Bologna, 1947.
- Alla scoperta del continente nero, Demos, Genova, 1950.
- Fronte Kenya (la guerra in A. O. I.-1940-41), Bertello, 1953.

### Annotazioni
1. ↑  Fu esonerato per divergenze con un gerarca fascista.
2. ↑  Pochi mesi dopo anche il generale Pietro Gazzera diede al Viceré Amedeo di Savoia-Aosta lo stesso consiglio. Gazzera non era un generale qualunque, ricopriva l'incarico di Governatore del Galla e Sidamo, era stato Ministro della guerra, ed era legato, come Pesenti, a Badoglio.
3. ↑  Dall'Africa Orientale Italiana raggiunse inizialmente l'Oasi di Cufra, e poi Bengasi, prima di arrivare a Roma.
4. ↑  Che ricevette il nome in codice di "JQ".
5. ↑  Noto all'interno dei servizi segreti inglesi con il nome in codice di "Vulp".
6. ↑  Il documento catalogato sotto la sigla U 1840/324/G consisteva in undici pagine e quarantacinque articoli, e fu inviata a tutti i membri del governo inglese.
7. ↑  Il 3 dicembre 1943, nell'ambito dell'Operazione Fanfare il generale Pietro Piacentini, già sottocapo di Stato maggiore di Africa Orientale, su proposta di Pesenti si recò in visita agli ufficiali rinchiusi nel campo di Clement Town, in India, alla ricerca di Ufficiali Superiori da reclutare per la costituzione del preventivato "Corpo Volontario Italiano".

### Fonti
1. 1 2 3 4 5 6  Bianchi 2012, p. 185.
2. 1 2  La Via, Petrobelli, Parker 2002, p. 391.
3. 1 2  Battaglia 2015, p. 213.
4. ↑  Del Boca 2010, p. 184.
5. 1 2 3 4 5 6 7 8 9 10  Bianchi 2012, p. 186.
6. 1 2  Vento 2010, p. 252.
7. 1 2 3 4 5 6  La Via, Petrobelli, Parker 2002, p. 392.
8. 1 2 3 4 5  Potenza 2015, p. 48.
9. 1 2 3 4 5 6  Bolzoni, Caracciolo 2008, p. 34.
10. 1 2 3 4 5  Bolzoni, Caracciolo 2008, p. 35.
11. ↑  Sito web del Quirinale: dettaglio decorato.
12. ↑  Supplemento ordinario alla Gazzetta Ufficiale del regno d'Italia n.221 del 22 settembre 1937, pag.3.